# Rastrelliger
Rastrelliger es un género de peces perciformes de la familia Scombridae.

## Especies
Se reconocen las siguientes especies:
- Rastrelliger brachysoma
- Rastrelliger faughni
- Rastrelliger kanagurta